# Bakti Makmur
Bakti Makmur is een bestuurslaag in het regentschap Rokan Hilir van de provincie Riau, Indonesië. Bakti Makmur telt 7827 inwoners (volkstelling 2010).